# 3561 Devine
3561 Devine (1983 HO) là một tiểu hành tinh nằm phía ngoài của vành đai chính được phát hiện ngày 18 tháng 4 năm 1983 bởi Thomas, N. G. ở Flagstaff (AM).